# 黒門川
黒門川（くろもんがわ）は、福岡市中央区大濠公園の大濠池から流れ、菰川の河口附近に合流し、博多湾に注ぐ河川。

## 地理
大濠池からの排水路として整備された黒門川は、1988年以降、一部の区間を除き大部分が暗渠となっている。大濠池の北端から明治通りまでは開渠(写真)として北上し、明治通りの北側は唐人町と荒戸の間に福岡市道黒門福浜線（幹線二級市町村道）を整備するために暗渠となった。この道路が伊崎に接するあたりで開渠(写真)となり約150メートルの区間を西側に湾曲しながら流れ、再び暗渠となって、道路の下を流れる。河川の上にできたこの道路のうち黒門橋交差点から福浜団地入口交差点までの区間については、1989年（平成元年）に市制施行100周年記念として「黒門川通り」の福岡市道路愛称が福岡市によって制定されている。福浜団地入口交差点附近からは暗渠となった黒門川が福岡市道港福浜線（幹線二級市町村道）の下を南西方向に流れて、菰川の河口附近（港湾区域、写真）に合流し、博多湾（博多港）に注ぐ。河川の上にできた港福浜線のうち福浜団地入口交差点より西側の区間については、前述の道路と同じく、1989年に「よかトピア通り」の福岡市道路愛称が制定されている。

黒門川及び黒門川通りの写真
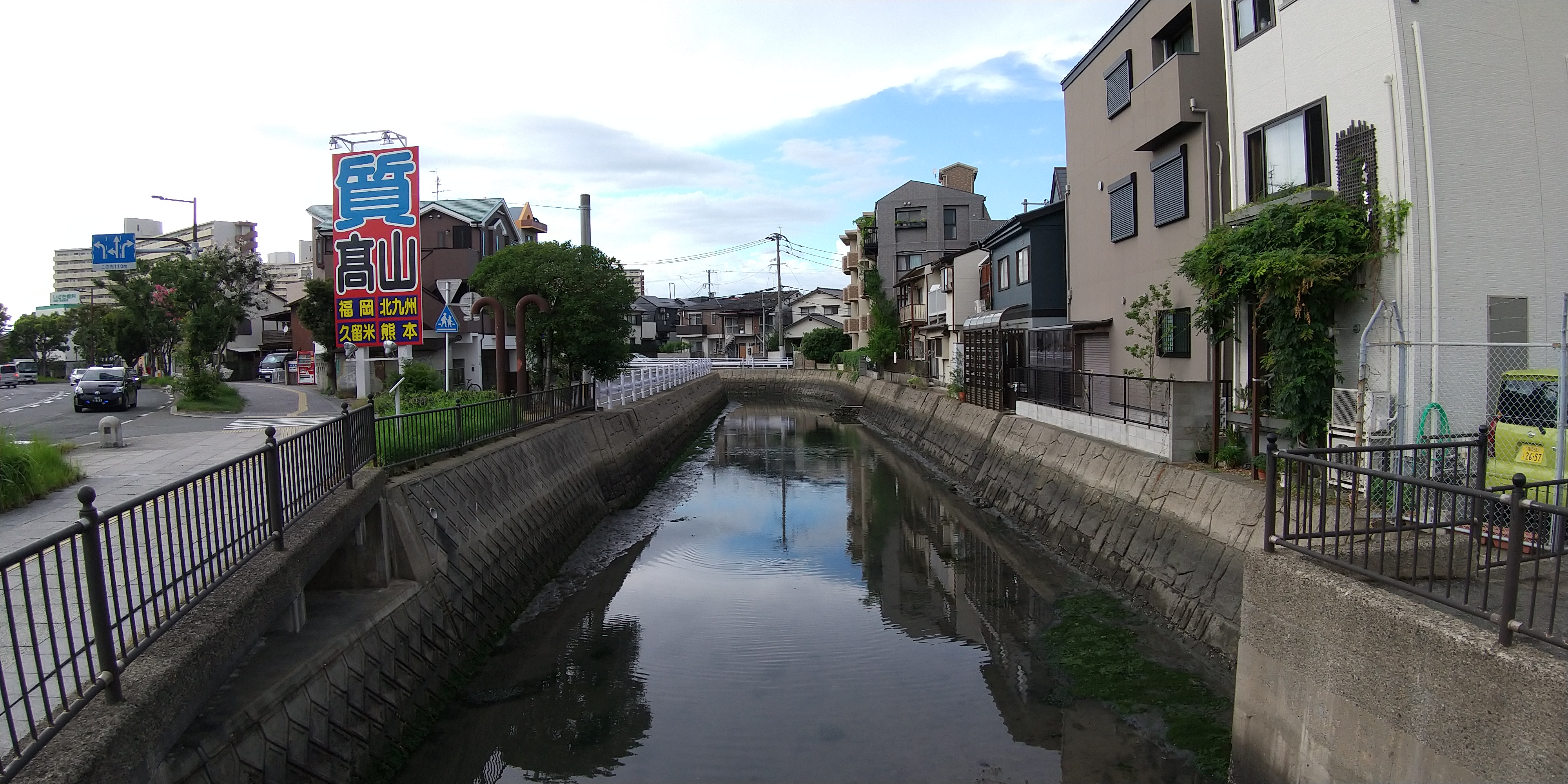
唐人町と伊崎の境を流れる黒門川
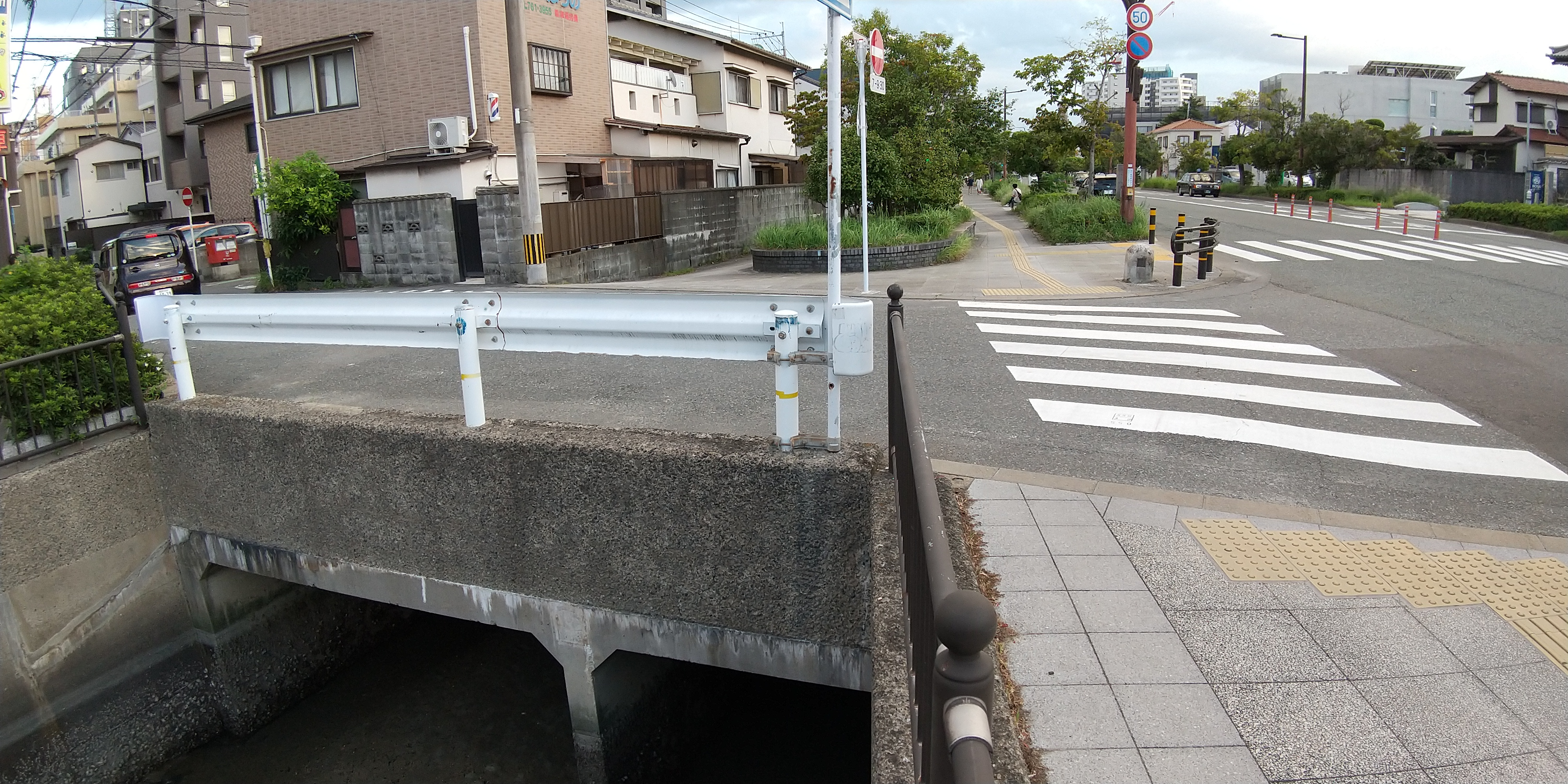
暗渠の出口、左：荒戸、中：黒門川通り、右：唐人町

福浜の埋立と黒門川の暗渠化の変遷
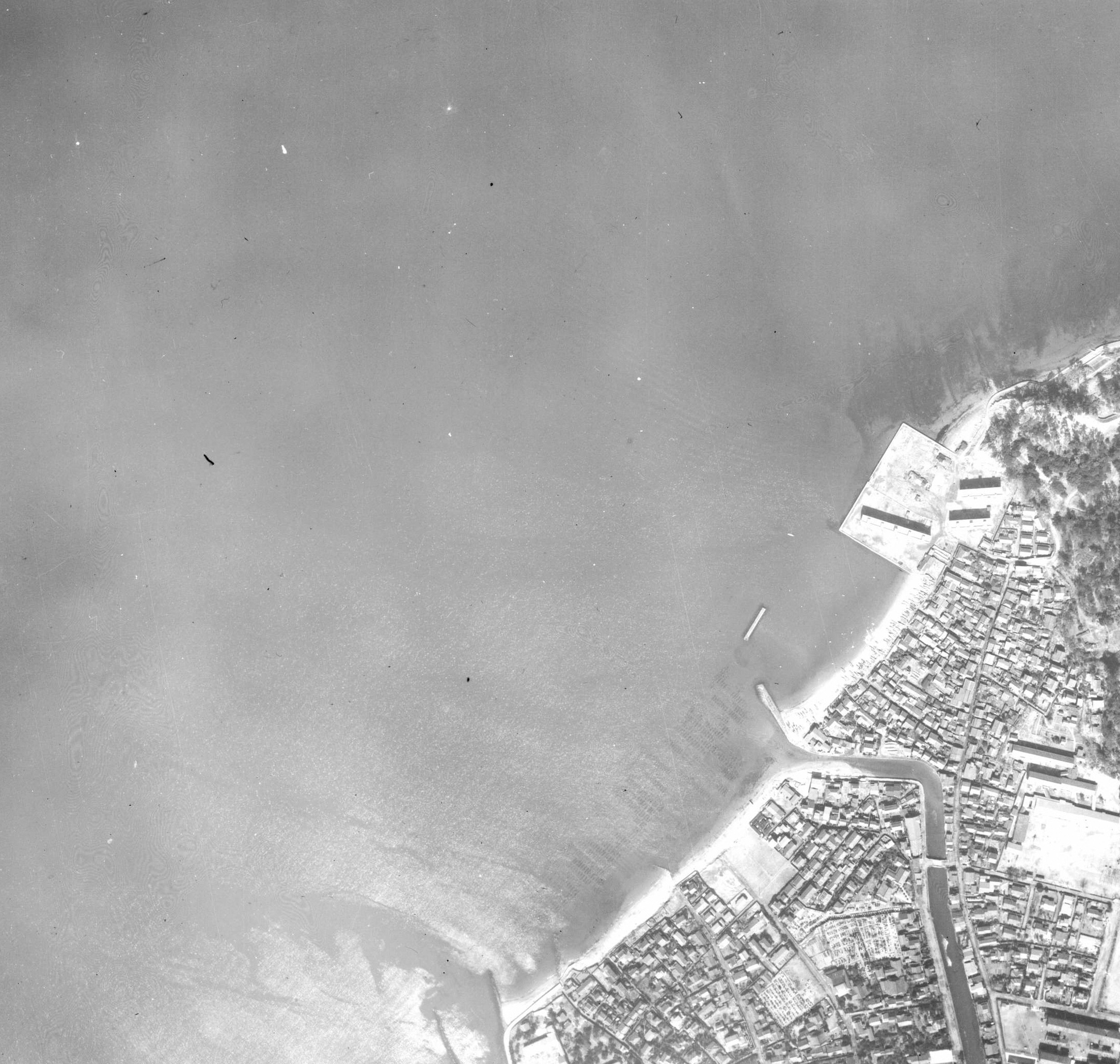
1956年3月14日撮影の福浜地区（伊崎地先沖）の国土地理院航空写真
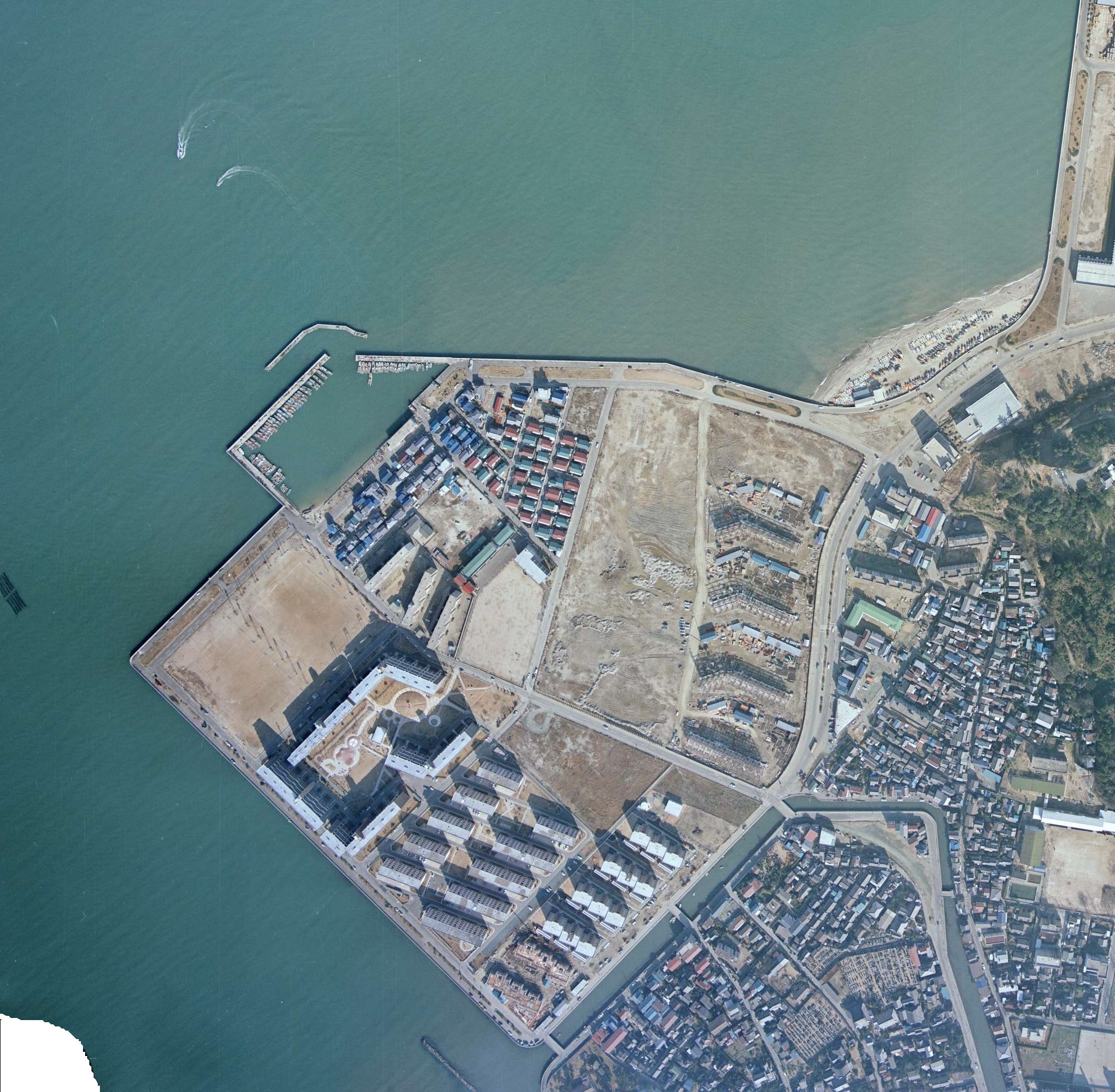
1975年1月14日撮影の福浜地区の国土地理院航空写真
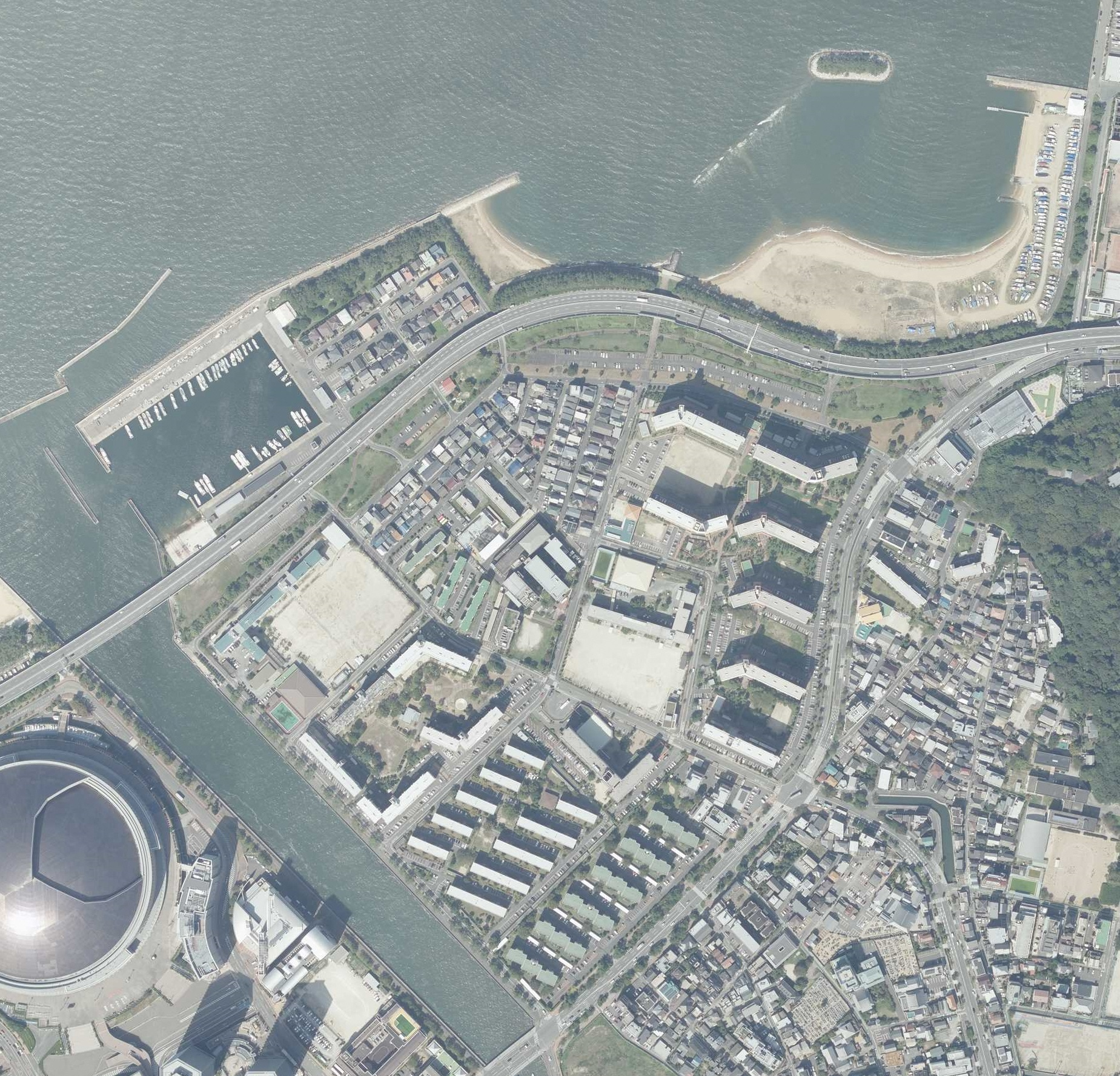
2020年10月5日撮影の福浜地区の国土地理院航空写真

## 語源
黒門川の「黒門」については、川に架かる橋のたもとにあった福岡城の門名（呉門）に由来するという。

## 歴史
黒門川は江戸時代において福岡城の外堀であった大濠池と博多湾を結ぶ川であった。1927年（昭和2年）から1929年（昭和4年）までに池とその周辺が公園として整備されたときに、東側で那珂川と繋がっていた堀が埋立てられた結果として、大濠池に流れ込む河川がなくなり、黒門川は大濠池と博多湾を結ぶ唯一の河川となった。この時期の大濠池は海水が黒門川を通じて流れ込む汽水域であった。1970年（昭和45年）頃には海との間が「黒門堰」によって閉じられ、池への水の供給は雨水のみとなり、水質の悪化につながっていった。その後、水質改善事業が実施され、池水浄化施設を黒門川の東脇に設けることとなり、1991年（平成3年）12月に完成した。

## 河川施設
黒門川の途中には大濠池の水位を調節するための水門や池水を浄化し大濠公園内で浄化後の水の循環させるための施設が設けられている。

河川施設の写真
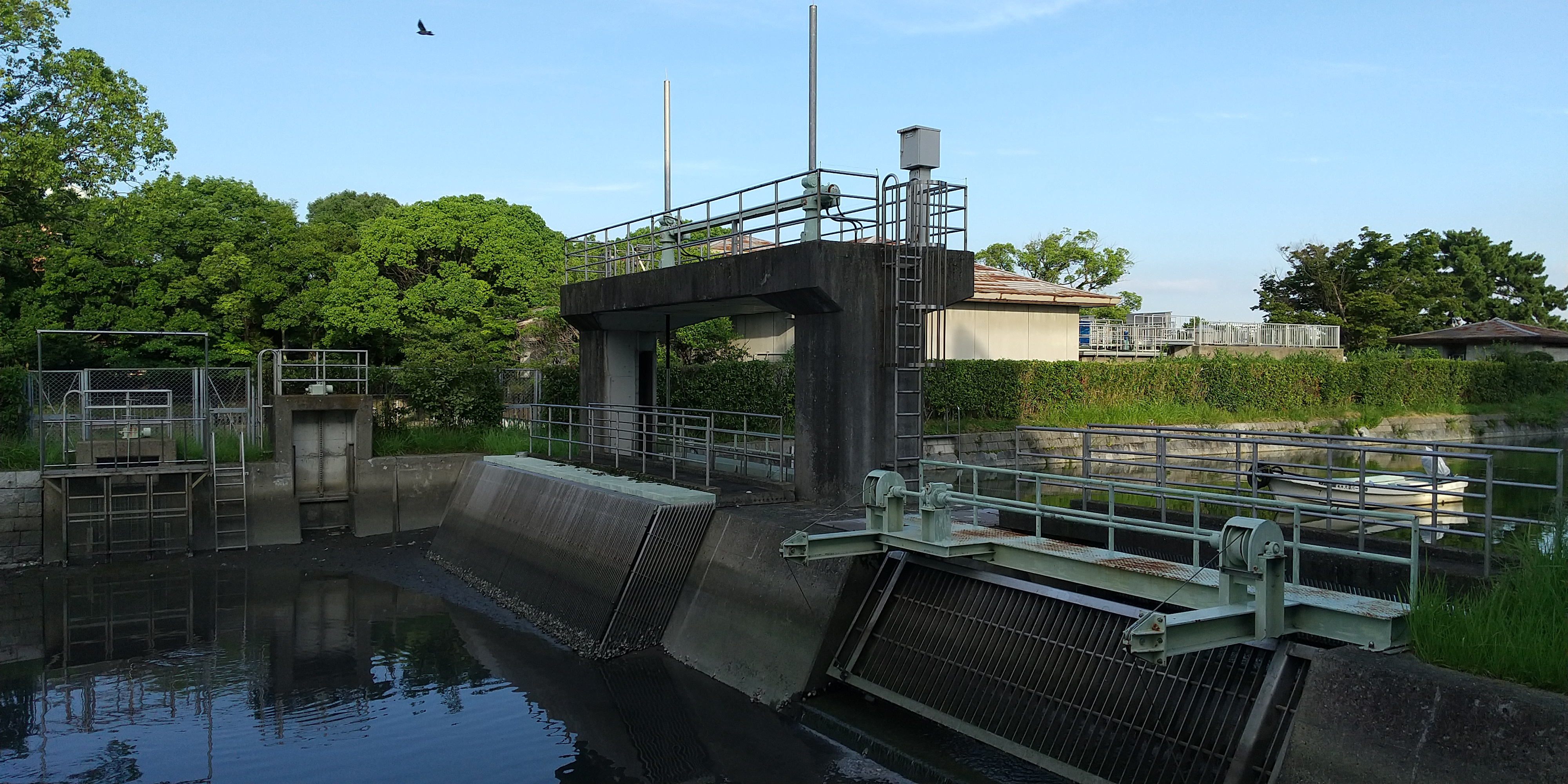
黒門川の水門
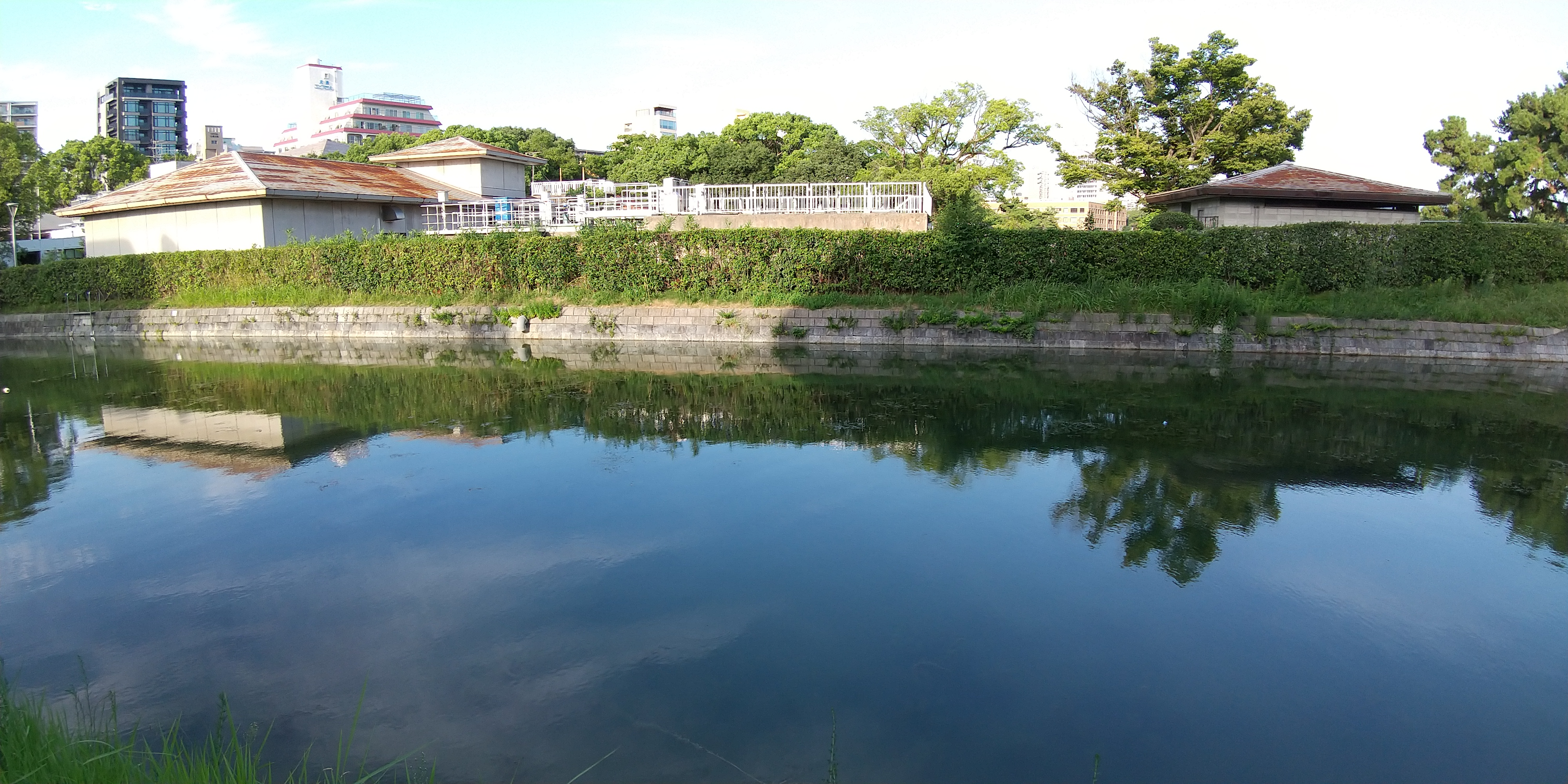
黒門川と池水浄化施設

## 名所・旧跡
福岡城の外堀であった黒門川の海際には、川の流れを堰き止め、魚を生け捕る仕掛けをした簗所（）があった。江戸時代中ごろには、福岡藩唯一の簗所として、簗奉行がおかれ、ここで漁をしていた。また、この簗所は、海から堀伝いに敵が入ってくるのを防ぐ工夫でもあった。現地には黒門川の川岸に「簗所跡」の説明板がたてられている。

名所・旧跡の写真
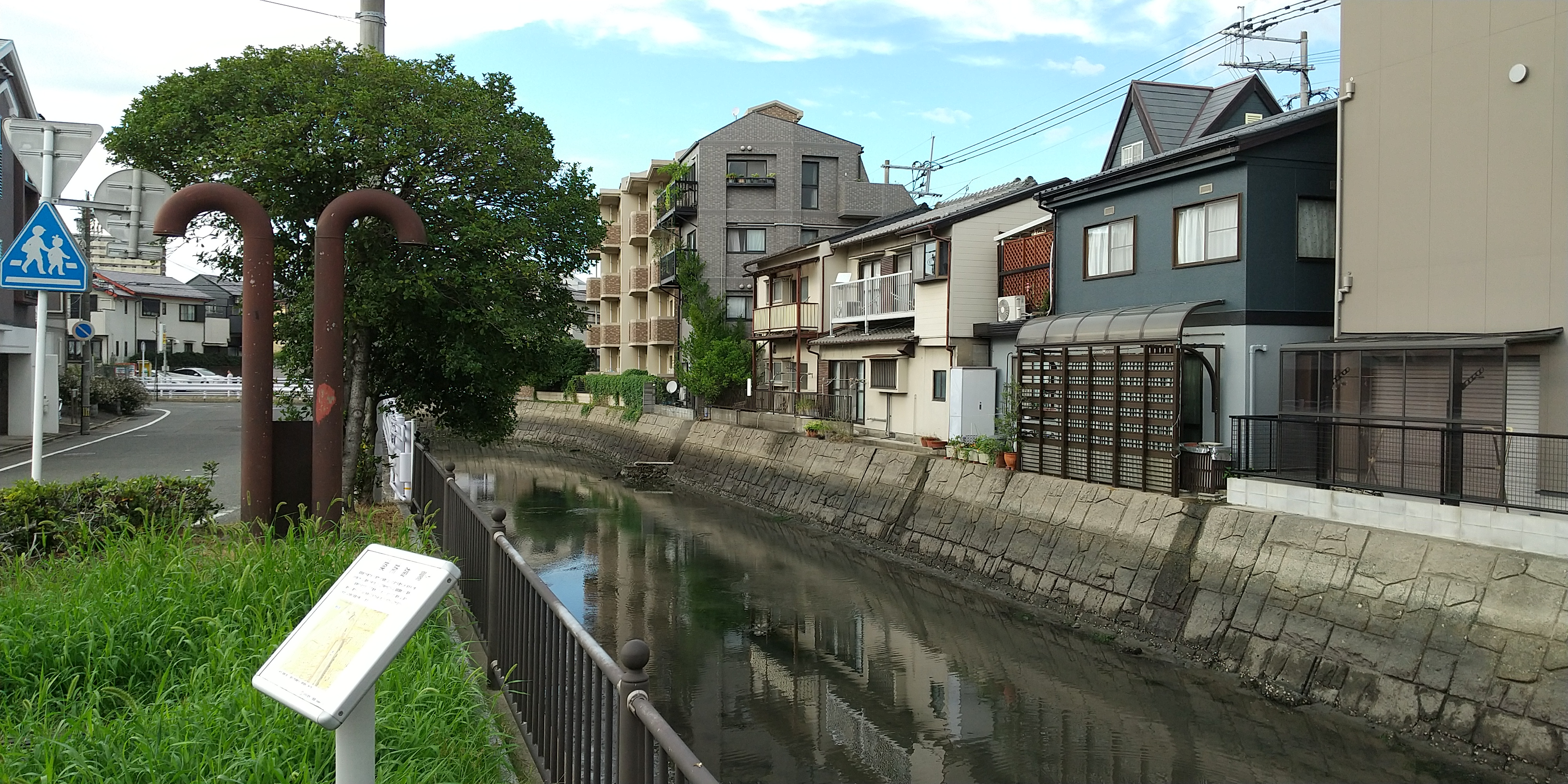
簗所跡